# Zignago
Zignago är en kommun i provinsen La Spezia i regionen Ligurien i Italien. Kommunen hade 507 invånare (2018).